# تقانة المعلومات والاتصالات

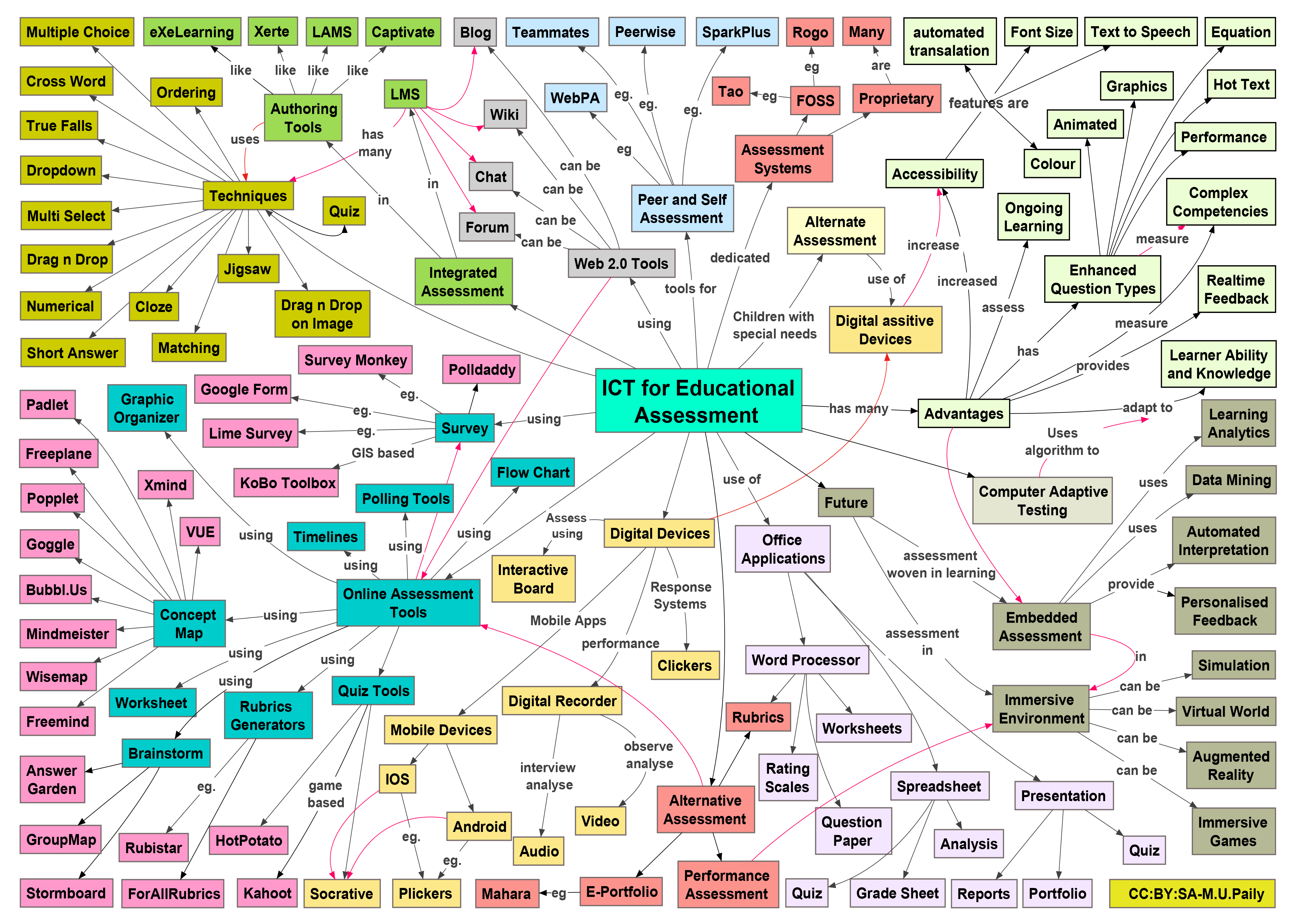
خريطة مفاهيم حول استخدام تقانة المعلومات والاتصالات (ICT) في التعليم وفقًا للاتحاد الدولي لتقانة المعلومات والاتصالات IFGICT، وتقييم IFGICT.

تقانة المعلومات والاتصالات (ICT) هي مصطلح موسع لتقانة المعلومات (IT) يؤكد على دور الاتصالات الموحدة وتكامل الاتصالات السلكية واللاسلكية (خطوط الهاتف والإشارات اللاسلكية) وأجهزة الحاسوب، بالإضافة إلى برامج المؤسسات الضرورية والبرمجيات الوسيطة والتخزين والمرئيات السمعية التي تمكن المستخدمين من الوصول إلى المعلومات وتخزينها ونقلها وفهمها ومعالجتها.
تُستخدم تقانة المعلومات والاتصالات أيضًا للإشارة إلى تقارب الشبكات السمعية والبصرية والهاتفية مع شبكات الحاسوب من خلال نظام كابلات أو ربط واحد. هناك حوافز اقتصادية كبيرة لدمج شبكة الهاتف مع نظام شبكة الحاسوب باستخدام نظام موحد للكابلات وتوزيع الإشارات وإدارتها. تعد تقانة المعلومات والاتصالات مصطلحًا شاملاً يشمل أي جهاز اتصال، بما في ذلك الراديو والتلفزيون والهواتف المحمولة وأجهزة الحاسوب والشبكات وأنظمة الأقمار الصناعية وما إلى ذلك، فضلاً عن الخدمات والأجهزة المختلفة مثل مؤتمرات الفيديو والتعلم عن بعد. تتضمن تقانة المعلومات والاتصالات أيضًا التقانة التناظرية، مثل الاتصال الورقي، وأي وضع ينقل الاتصال.
تقانة المعلومات والاتصالات هي موضوع واسع والمفاهيم تتطور. يغطي أي منتج يقوم بتخزين المعلومات أو استردادها أو معالجتها أو نقلها أو استقبالها إلكترونيًا في شكل رقمي (على سبيل المثال، أجهزة الحاسوب الشخصية بما في ذلك الهواتف الذكية أو التلفزيون الرقمي أو البريد الإلكتروني أو الروبوتات). إطار المهارات لعصر المعلومات هو أحد النماذج العديدة لوصف وإدارة الكفاءات لمتخصصي تقانة المعلومات والاتصالات للقرن الحادي والعشرين.